# Euprosopia multivitta
Euprosopia multivitta är en tvåvingeart som först beskrevs av Walker 1859.  Euprosopia multivitta ingår i släktet Euprosopia och familjen bredmunsflugor. Inga underarter finns listade i Catalogue of Life.